# 남아프리카 익스프레스
남아프리카 익스프레스(영어: South African Express)는 남아프리카공화국의 지역 항공사로 허브 공항으로 O. R. 탐보 국제공항과 케이프타운 국제공항을 사용했었다.

## 운항 노선
- 2020년 4월 18일 기준으로 남아프리카 익스프레스는 다음과 가티 운항해왔다.

## 보유 기종
- 2020년 1월 기준으로 남아프리카 익스프레스는 다음과 같이 보유하고 있으며 평균 기령은 8.6년 이었다.[1]

### 퇴역 기종
- 봄바디어 Q300

## 같이 보기
- 남아프리카 항공

## 사진

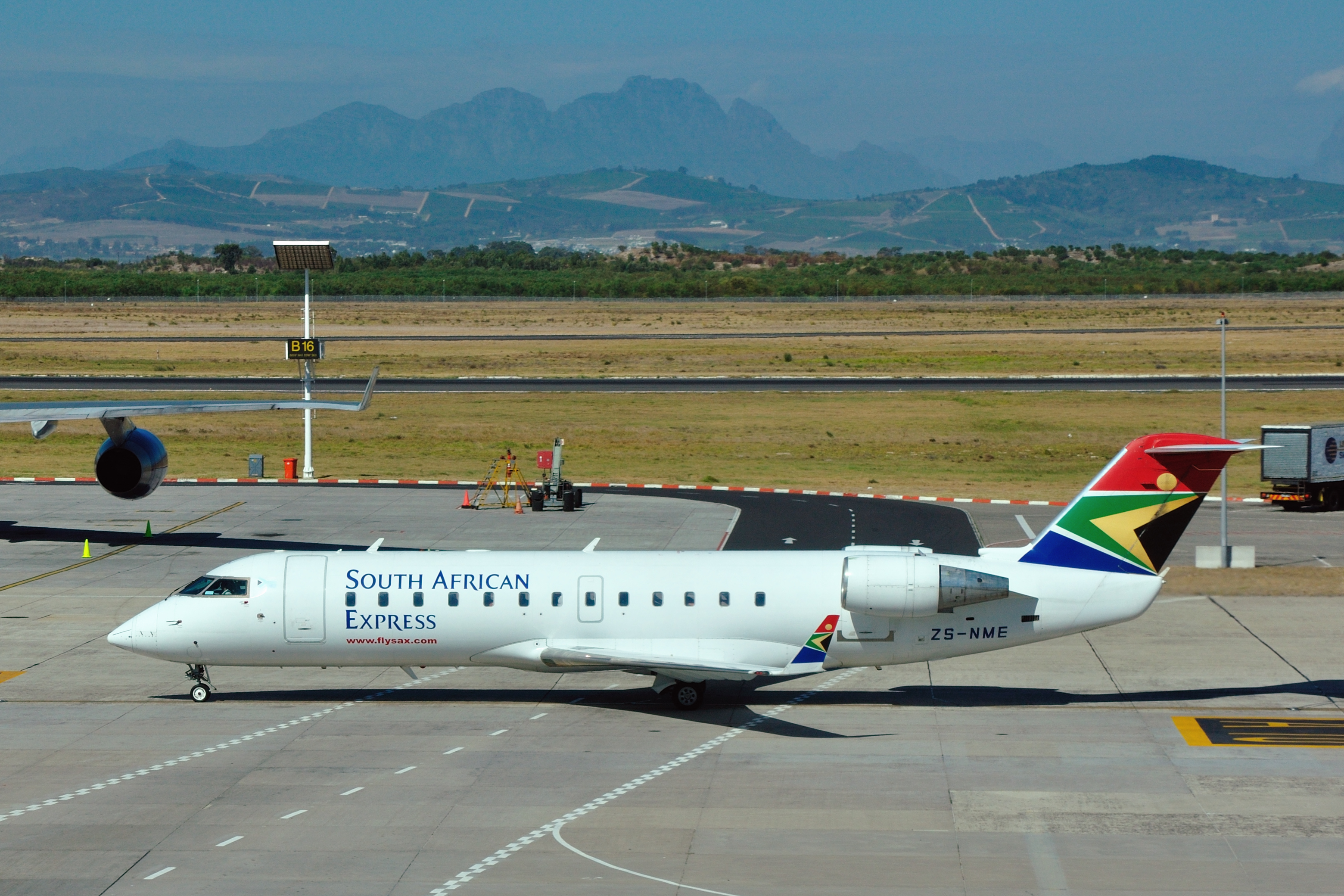
남아프리카 익스프레스 소속 봄바디어 CRJ200ER 항공기
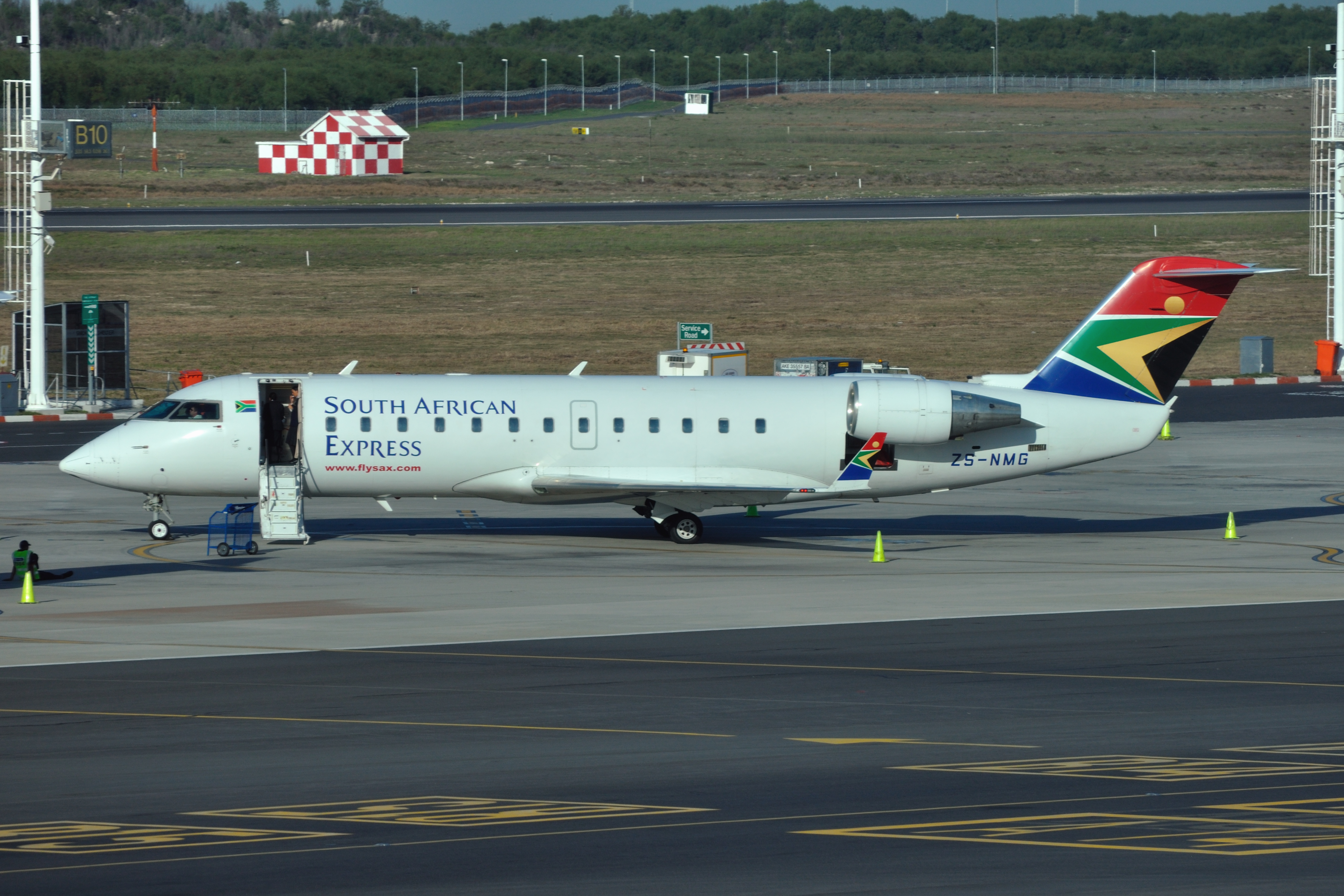
남아프리카 익스프레스 소속 봄바디어 CRJ200ER 항공기
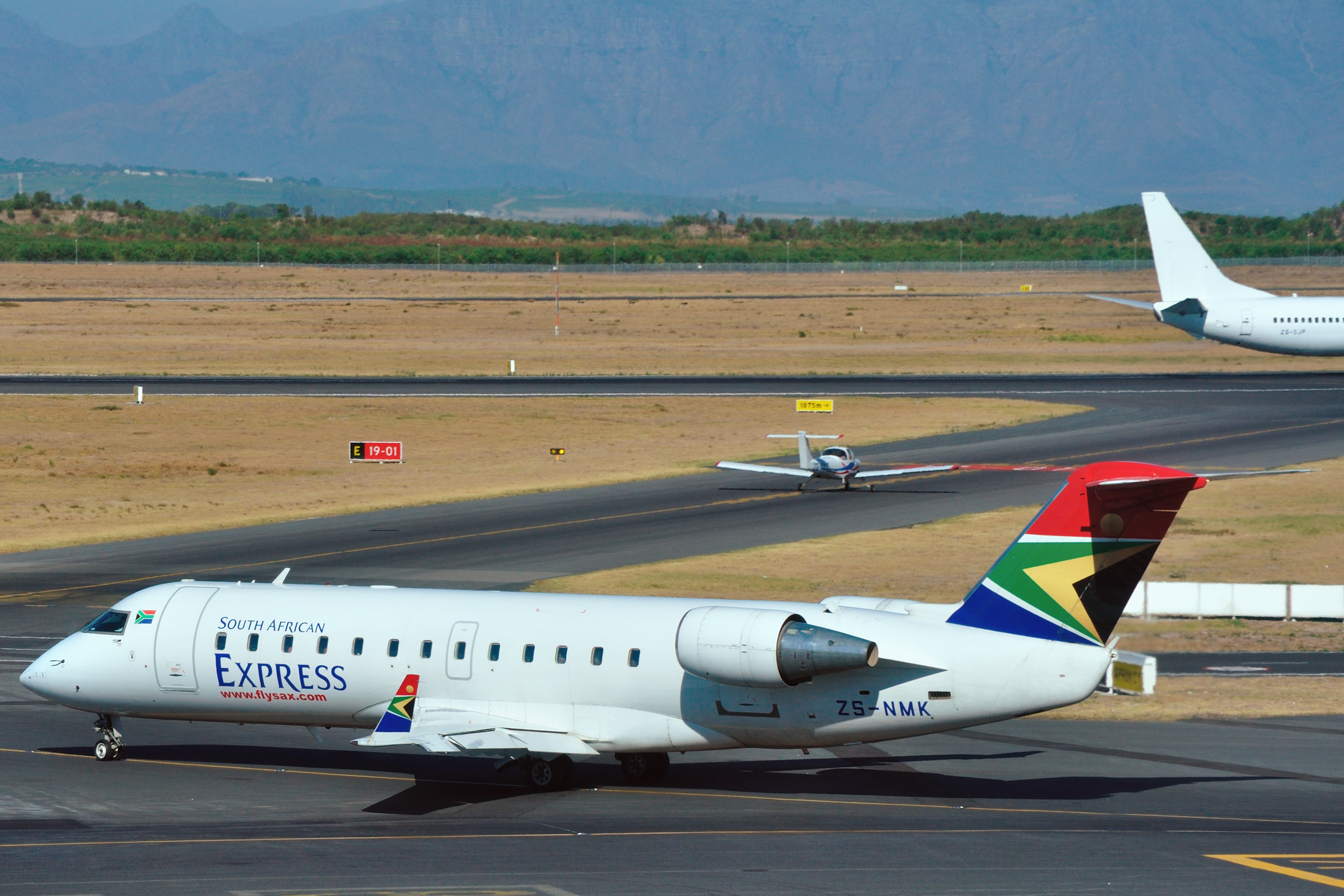
남아프리카 익스프레스 소속 봄바디어 CRJ200ER 항공기
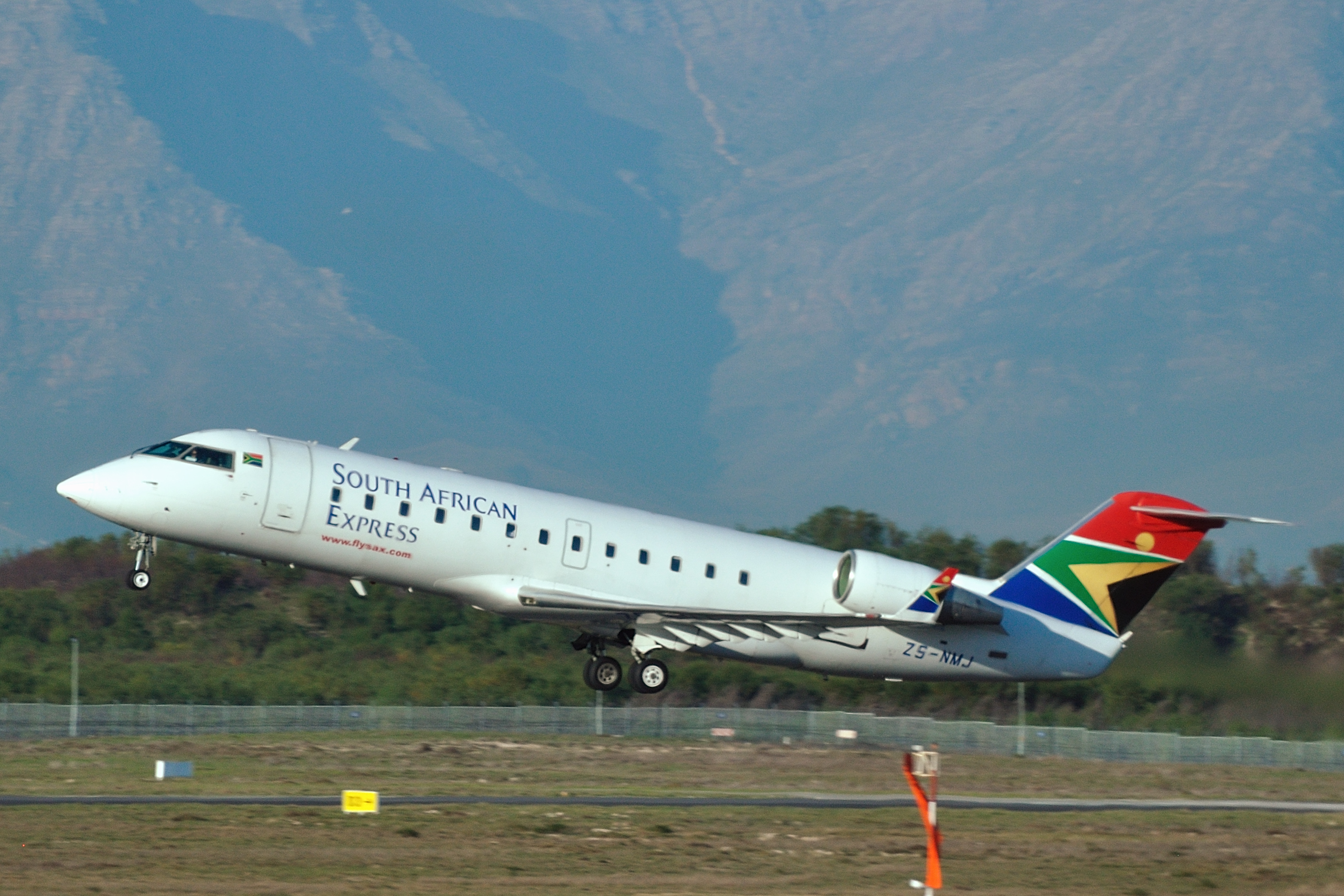
남아프리카 익스프레스 소속 봄바디어 CRJ200ER 항공기
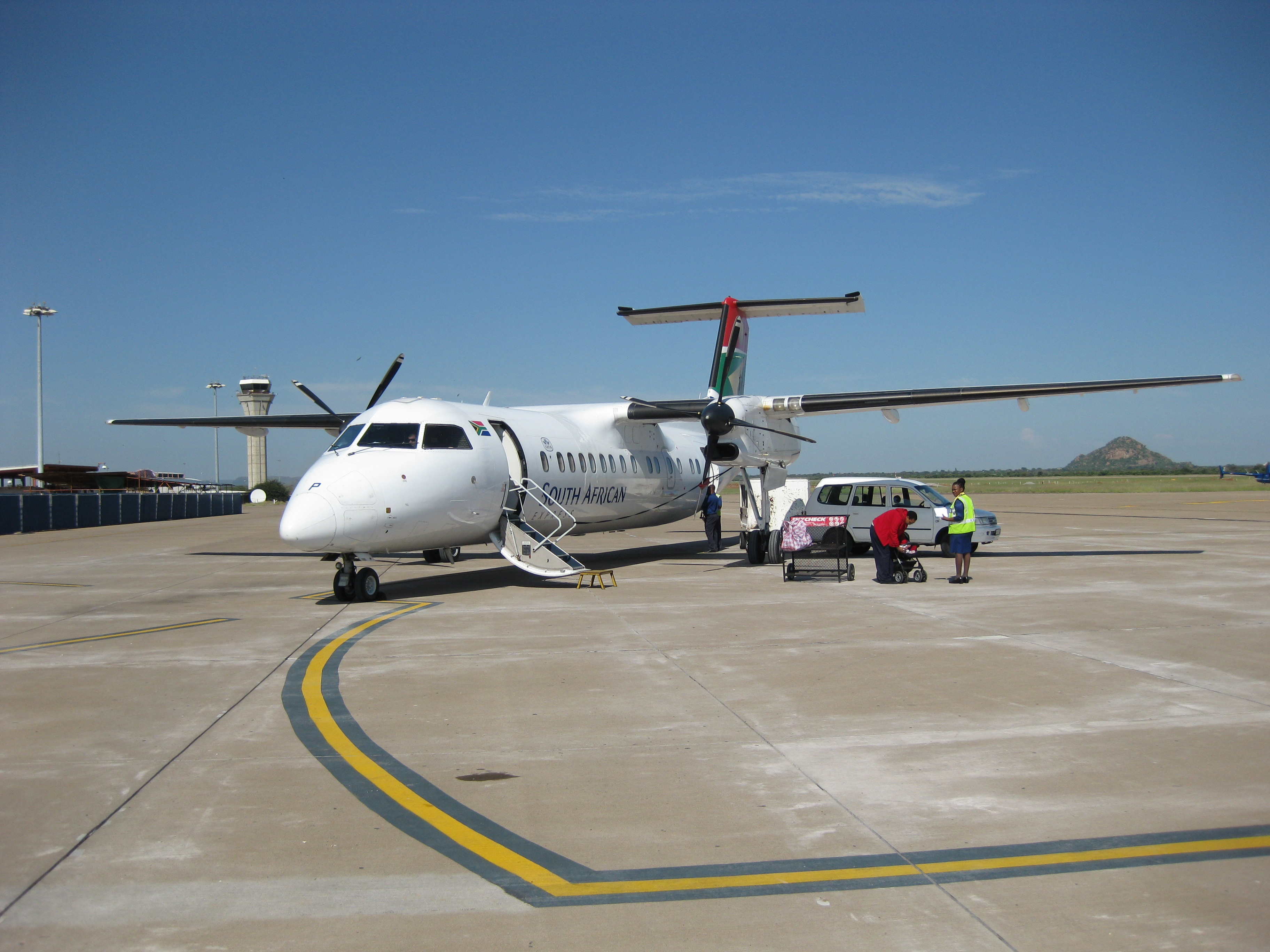
남아프리카 익스프레스 소속 봄바디어 대쉬 8 Q300 항공기